# Pietro Longo
Pietro Longo (ur. 29 października 1935 w Rzymie) – włoski polityk, deputowany, w latach 1983–1984 minister, lider Włoskiej Partii Socjaldemokratycznej (PSDI) w latach 1978–1975.

## Życiorys
Jego matka Rosa Fazio Longo była działaczką partii socjalistycznej. Pietro Longo studiował prawo i socjoekonomikę. Dołączył do młodzieżówki Włoskiej Partii Socjalistycznej. Później związał się z Włoską Partią Socjaldemokratyczną. Należał do współpracowników Pietra Nenniego. W latach 1968–1972 oraz 1976–1987 sprawował mandat posła do Izby Deputowanych V, VII, VIII i IX kadencji. W latach 1978–1985 jako sekretarz generalny stał na czele PSDI. Od sierpnia 1983 do lipca 1984 pełnił funkcję ministra budżetu i planowania gospodarczego w rządzie Bettina Craxiego. Pod koniec lat 80. współtworzył partię UDS, dołączając wkrótce do PSI i wchodząc w skład jej władz krajowych.
Został oskarżony o przyjęcie łapówki od jednej z firm budowlanych. W pierwszej instancji skazany na 7 lat i 6 miesięcy pozbawienia wolności, ostatecznie orzeczono karę 2 lat i 6 miesięcy pozbawienia wolności. W 1992 przebywał przez pięć miesięcy w zakładzie karnym, po czym został zwolniony i skierowany do pracy społecznej. Nie prowadził później aktywnej działalności publicznej.